# Tranvia Lodi-Sant'Angelo Lodigiano
La tranvia Lodi-Sant'Angelo Lodigiano era una linea interurbana a vapore in esercizio dal 1881 al 1918.
Realizzata come parte del lungo itinerario Pavia-Brescia, che comprendeva anche le linee Pavia-Sant'Angelo, Lodi-Crema-Soncino e Brescia-Soncino), nonostante le originarie intenzioni rimase sempre interessata da un traffico esclusivamente locale.

## Storia
Dopo l'insuccesso di un primo progetto presentato nel 1876 dall'ingegner Emilio Mantegazza, il 30 giugno 1877 l'ingegner Angelo Avesani avanzò un'analoga proposta per la costruzione di un collegamento tranviario Pavia-Lodi-Brescia che vide l'appoggio formale delle quattro province a cui era affidata la manutenzione dei tratti di strada di loro competenza (Milano, Cremona, Brescia e Pavia), da esercisi a cura della società londinese The Tramways & General Works Company Limited, alla quale la relativa concessione fu affidata il giorno 9 settembre 1878.
La linea fu attivata il 12 ottobre 1881, con un anno di ritardo rispetto alla Lodi-Soncino, a causa delle difficoltà insorte nella realizzazione dei ponti sul Lambro, sotto la gestione della citata società inglese fino al 1885, anno in cui la concessione fu trasferita alla controllata The Lombardy Road Railways altresì nota come "Lombardy".
Avesani si era fatto promotore del progetto presso la provincia di Milano per conto della Lombardy, mentre l'ingegnere Ferdinando Pistorius si occupò di chiedere la concessione, sempre a favore della società londinese, alla provincia di Cremona e Brescia. Milano accordò la costruzione della linea nel territorio di sua competenza il 9 settembre 1878, mentre la Deputazione di Pavia pose condizioni gravose al concessionario per via della necessaria sistemazione della parte di strada posta sul suo territorio, per cui la domanda fu ritirata. La Deputazione bresciana, invece, rifiutò le condizioni offerte dalla società londinese, accettando successivamente la proposta di una società belga, la Tramways à Vapeur de la Province de Brescia, che costruì ed esercì la tranvia Brescia-Soncino.
Come conseguenza di questi eventi, la TGW dovette rinunciare all'esercizio di una Pavia-Brescia limitandosi ad avviare i lavori per una Lodi-Crema-Soncino, che fu aperta il 22 luglio 1880 e per la Lodi-Sant'Angelo. L'itinerario Pavia-Sant'Angelo fu completato in seguito a cura della Société des Tramways et des Chemins de fer Economiques de la Haute Italie.
Nel 1895 (secondo altre fonti, 1898), con l'incorporazione della rete Lombardy da parte della Tramways a Vapore Interprovinciali di Milano, Bergamo e Cremona (TIP), la linea entrò a far parte di quella vasta rete.
Tuttavia, nonostante le premesse, la linea fu sempre interessata da un traffico scarso: l'agognato collegamento tranviario Pavia-Brescia, gestito da tre diverse amministrazioni (SFT, TIP, TVPB), non era concorrenziale con il più lungo percorso ferroviario (via Cremona), né le zone attraversate potevano generare un traffico sufficiente.
La soppressione della linea fu quindi precoce, intorno al 1918. Contemporaneamente fu soppressa anche l'attraversamento urbano di Lodi, percorso dalla linea per Crema e Soncino; da quella data i treni di quella linea furono attestati alla stazione lodigiana di Porta Milano, comune alle linee per Milano e per Bergamo.

## Caratteristiche
| Unused urban continuation backward |

| Unknown route-map component "uexBHF" |

| Unknown route-map component "CONTgq" | Unknown route-map component "uxmKRZ" | Unknown route-map component "CONTfq" |

| Unknown route-map component "uexHST" |

| Unknown route-map component "uexHST" |

| Unknown route-map component "uexWBRÜCKE1" |

| Unknown route-map component "uexHST" |

| Unknown route-map component "uexHST" |

| Unknown route-map component "uexhKRZWae" |

| Unknown route-map component "uexKBHFe" |

| Unknown route-map component "uexCONTgq" | Unknown route-map component "uexKBHFeq" |  |

|  | Unknown route-map component "uexKBHFaq" | Unknown route-map component "uexCONTfq" |

Originariamente prevista con lo scartamento di 1100 mm, la linea fu effettivamente realizzata adottando la misura standard di 1445 mm.

### Percorso
La linea aveva origine nella stazione lodigiana posta all'angolo fra il Passeggio Esterno, poi viale Cesare Vignati e il viale Pavia, in seguito rinominato via Nino Dall'Oro; tale stazione era comune alla linea per Crema e Soncino.
La linea per Sant'Angelo attraversava a livello la ferrovia Milano-Bologna (all'altezza di viale Trento e Trieste si staccava un raccordo per lo scalo merci della stazione ferroviaria cittadina) e proseguiva in sede promiscua sulla strada provinciale per Pavia, toccando centri abitati di modesta importanza, fino a giungere a Sant'Angelo Lodigiano (la stazione si trovata in via Garibaldi), dov'era possibile trasbordare sulle linee per Pavia o per Melegnano, che non furono mai raccordate tra di loro.